# 엄태준
엄태준(嚴泰俊, 1963년 9월 1일 ~ )은 대한민국의 변호사, 정치인이다. 제38대 경기도 이천시장이다.

## 학력
- 서울구로국민학교 졸업
- 영도중학교 졸업
- 숭실고등학교 졸업
- 단국대학교 법과대학 법학 학사

## 경력
- 제40회 사법시험 합격
- 제30기 사법연수원 수료
- 2001 ~ 2002: 이천합동법률사무소 대표변호사
- 2001 ~ 2004: 경기 이천시청 고문변호사
- 2002 ~ 2003: 경기 이천세무서 과세전 적부 심사위원
- 2014 ~ 2018 새정치민주연합→더불어민주당 경기도당 이천시 지역위원회 위원장
- 2018.07 ~ 2022.06: 제38대 경기도 이천시장(민선 7기, 더불어민주당, 초선)
- 2022.08 ~ 2024.05: 더불어민주당 경기도당 이천시 지역위원회 위원장
- 2022.10 ~ 2024.08 : 더불어민주당 경기도당 사회적경제위원회 위원장

## 전과
- 건축법위반: 벌금 1,000,000원 - 2013년 1월 31일 선고[1]

### 공직선거법 위반
2018년 1월 4일 이천시의 한 중식당에서 정당 지역위원회 당직자 12명에게 17만 4000원 상당의 음식물을 제공한 혐의(공직선거법상 기부행위 금지)로 기소되어 2019년 1월 31일 수원지법 여주지원에서 열린 1심에서 벌금 80만 원을 선고받았다. 검찰이 항소하지 않아 형이 확정되어 시장직을 유지하게 되었다.

## 역대 선거 결과
|  | 36.26% |

|  | 28.18% |

|  | 39.81% |

|  | 57.50% |

|  | 45.41% |

|  | 48.66% |